# Eunidia subtergrisea
Eunidia subtergrisea är en skalbaggsart som beskrevs av Thomson 1868. Eunidia subtergrisea ingår i släktet Eunidia och familjen långhorningar.
Artens utbredningsområde är:
- Botswana.
- Zimbabwe.

Inga underarter finns listade i Catalogue of Life.